# OŚ AZS Białystok
OŚ AZS Białystok – jednostka organizacyjna Akademickiego Związku Sportowego z siedzibą w Białymstoku. Jest jedną z 17 organizacji środowiskowych AZS działających na terenie kraju.

## Barwy i gryf
Jednostka używa barw, flagi i znaków organizacyjnych AZS. Barwami jednostki są: kolor biały i zielony. Godłem jednostki jest biały gryf na zielonym polu.

## Działalność
OŚ AZS Białystok działa w środowisku młodzieży akademickiej i szkolnej na terenie Białegostoku oraz województwa podlaskiego.
W OŚ AZS Białystok zrzeszone są kluby uczelniane AZS, kluby środowiskowe AZS oraz środowiskowe sekcje sportowe AZS z Białegostoku oraz województwa podlaskiego.

## Zrzeszane jednostki

### Kluby uczelniane
- AZS Politechnika Białostocka
- AZS WSWFiT Białystok
- AZS WSE Białystok
- AZS WSFiZ Białystok
- AZS Uniwersytet Białostocki
- AZS PWSZ Suwałki
- AZS UM Białystok
- AZS NK RiR WF Białystok
- AZS WSAP Białystok
- AZS UM Białystok
- AZS PWSIiP Łomża